# Tellima
Tellima là một chi thực vật có hoa trong họ Saxifragaceae.